# ایموراستام
ایموراستام (به انگلیسی: Imuracetam) یک ترکیب شیمیایی با شناسه پاب‌کم ۱۶۳۳۱۹ است. که جرم مولی آن 254.286 g/mol می‌باشد. 